# Dar Louzir
Dar Louzir (arabe : دار الوزير, littéralement La Maison du ministre, est une sitcom tunisienne en 27 épisodes de 40 minutes diffusée durant le ramadan 2012, du 20 juillet au 15 août sur la chaîne télévisée Nessma. La série parle d'un ministre après le départ du président Zine el-Abidine Ben Ali.
Nabil Karoui décide de créer cette série pour remplacer la sitcom Nsibti Laaziza à la suite du décès de Sofiène Chaâri.

## Synopsis
Après la révolution, Ismaïl Bourigua, le ministre de l'Environnement, est révoqué alors que l'État prend possession de ses biens.
Il doit apprendre à gérer ses relations avec son entourage : sa mère Frida, sa nouvelle épouse Nassira, sa fille issue de son premier mariage Farwazen et son personnel de maison (Nouri le chef cuisinier, Halima la gouvernante, Dhaw l'homme à tout faire et Saïda la femme de ménage).

## Distribution

### Personnages principaux
- Kamel Touati : Ismaïl Bourigua, est le dernier ministre de l'Environnement sous le régime de Zine el-Abidine Ben Ali. Il a peur qu'on le mette en prison après son renversement.
- Mouna Noureddine : Frida Karamosli, mère d'Ismaïl, est une femme avare, atteinte de la maladie d'Alzheimer, qui aime le pouvoir qu'elle a sur ses employés de maison.
- Razika Ferhane : Nassira Bourigua, deuxième femme d'Ismaïl, est Algérienne. Elle adore s'occuper d'elle-même.
- Kawther El Bardi : Halima, est la gouvernante chargée de s'occuper de Frida. Elle est curieuse et amicale.
- Younes Ferhi : Dhaw, jardinier et gardien de la maison, est naïf et amoureux de Halima, bien qu'à la fin, il se marie avec Janet.
- Farhat Hnana : Nouri est le cuisinier de la maison. Il en a assez de la tyrannie de Frida et Ismaïl.
- Cyrine Belhédi : Farwazen Bourigua, fille d'Ismaïl, vit avec sa grand-mère depuis le divorce de ses parents et sans l'affection de son père depuis longtemps.
- Naïma El Jeni : Janet, femme de Dhaw, a l'air d'un garçon manqué possédant une forte personnalité. Elle travaillait au Belvédère.
- Senda Jebali : Saousen, amie de Farwazen et fille d'un ministre déchu, est un peu naïve.
- Khaled Bouzid : Ibsi, serveur du café du club, parle toujours de politique et n'hésite pas à critiquer les anciens ministres.

### Personnages secondaires
- Tawfik Bahri : Si Allala, ancien chauffeur d'Ismaïl, est devenu riche et se joint au clan des ministres déchus.
- Raouf Ben Amor : Si Ben Halima est l'un des ministres déchus qui reste toujours au café du club avec Allala.
- Ali Bennour : Si Ben Hafsia est l'un des ministres déchus qui reste toujours au café du club avec Allala.
- Mourad Karrout : Abd Lekoui est l'un des ministres déchus qui reste toujours seul au café après sa dépression.
- Slah Msadek : Abd Satar, gérant du café du club.
- Jamila Chihi : Chadia, proche du régime déchu et amie d'Ismaïl.
- Sofien Dahech : Salem Chirkou, travailleur pour Frida qui lui est fidèle.
- Moez Toumi : Lakhdhar, avocat et frère de Dhaw.
- Rim Zribi : Mervat, meilleure amie de Nassira.
- Mohamed Habib Chaâri : Karim Bourigua, fils d'Ismaïl. Il vit à Paris avec sa mère.
- Bernadette Machillot : Sophie, mère française de Farwazen et Karim, était la femme d'Ismaïl. Elle n'arrêtait pas de se chamailler avec Frida.
- Sid Ahmed Agoumi : Merzek, père de Nassira, est un homme sérieux et dur.
- Linda Yasmine : Khalida, belle-mère de Nassira et femme de Merzek.
- Zounayda Bouyahyaoui : Sirine, demi-sœur de Nassira.

## Fiche technique
- Titre original : دار الوزير
- Transcription du titre original : Dar Louzir
- Traduction française : La Maison du ministre
- Création : Slaheddine Essid et Younes Ferhi
- Réalisation : Slaheddine Essid
- Scénario : Younes Ferhi et Samia Amami
- Direction artistique : Néji Boussaïdi
- Décors :
- Costumes :
- Photographie :
- Montage :
- Effets visuels :
- Musique : Hedi Habbouba
- Production : 
  - Production exécutive : Meriem Karoui
  - Coproduction :
- Sociétés de production : Nessma
- Sociétés de distribution : Nessma
- Pays d'origine :  Tunisie
- Pays de diffusion :  Tunisie /  Algérie /  Maroc
- Langue originale : Arabe tunisien
- Format : 4:3 Couleur
- Genre : Sitcom
- Durée : 40 à 50 minutes

## Épisodes
La série est composée de 27 épisodes qui sont diffusés tout au long du mois de ramadan 2012, avant la série Pour les beaux yeux de Catherine. Elle est, durant son premier jour de diffusion, la série la plus regardée avec 79,4 % des parts d'audience. Durant la deuxième semaine, la série obtient 21,1 % des parts d'audiences.